# Quakenbrück
Quakenbrück là một thị xã ở huyện Osnabrück, bang Niedersachsen, Đức. Đô thị này có diện tích 17,95 km². Đô thị này tọa lạc bên sông Hase và thuộc Samtgemeinde ("đô thị tập thể") of Artland.
Quakenbrück có đội bóng rổ chuyên nghiệp Artland Dragons.